# Katholische Jugend Österreich
Die Katholische Jugend Österreich ist die offizielle Jugendorganisation der Katholischen Kirche Österreichs und eine der Laienbewegungen in der Katholischen Aktion.

## Vorgeschichte der Katholischen Jugend bis 1945
Die ersten organisierten Formen kirchlicher Jugendarbeit im deutschen Sprachraum entwickelten Mitte des 19. Jahrhunderts Adolph Kolping mit den katholischen Gesellenvereinen und Klemens Maria Hofbauer mit den katholischen Jünglingsvereinen. Neben diesen Vereinen waren es vor allem die katholische Pfadfinderbewegung, der Bund Neuland und die Jugendarbeit in der NS-Zeit, die starken Einfluss auf die Entstehung der Katholischen Jugend ausübten.
Die 1930 paramilitärische, austrofaschistische Wehrformation Ostmärkische Sturmscharen, die im österreichischen Bürgerkrieg gekämpft hat, rekrutierte insbesondere auch aus der Katholischen Jugend ihre Mitglieder.
Das Jahr 1938 brachte mit dem Ende der österreichischen Selbstständigkeit auch die Auflösung aller kirchlichen und staatlichen Jugendorganisationen. Damit verbunden waren die Beschlagnahmung des Vermögens katholischer Jugendverbände, die Räumung ihrer Heime zugunsten der Hitler-Jugend sowie zahlreiche Verhaftungen von Funktionären katholischer Jugendverbände.
Viele katholische Jugendliche begannen nun im inneren Widerstand für die Kirche zu arbeiten. Die Pfarrgemeinde galt dabei als Zentrum des religiösen Lebens. Hier entstand auf Widerstand im Untergrund. Diese in zahlreichen Pfarren entstandenen Gruppen von Jugendlichen bildeten die solide Ausgangsbasis der kirchlichen Jugendarbeit nach dem Jahr 1945.

## Offizielle Gründung der Katholischen Jugend und erste Entwicklungen
Am 2. Oktober 1946 beschlossen die österreichischen Bischöfe die Richtlinien zur einheitlichen Gestaltung der Kirchlichen Jugendarbeit in Österreich, in denen Wesen, Aufgabe und Name der Katholischen Jugend (kurz KJ) festgelegt war. Damit schuf die Kirche eine offizielle kirchliche Jugendorganisation, die für die seelsorgliche Betreuung aller Jugendlichen zuständig war.
Bereits in diesen Richtlinien wurde festgehalten, dass die KJ eine parteienunabhängige Jugendorganisation ist.
Die Zeit bis Mitte der 1960er Jahre wurde zur Blütezeit der Katholischen Jugend. In fast allen Pfarren entstanden zahlreiche Jugendgruppen, die durch viele ehrenamtliche Mitarbeiter und Kapläne unterstützt wurden.
Im April 1948 beschloss man, die Katholische Jugend nach Beruf und Lebensmilieu in ArbeiterInnenjugend (KAJ), Landjugend (KLJ) – 1969 umbenannt in Katholische Jugend Land (KJL) – und Mittelschuljugend (KMJ) – ab 1963 Katholische Studierende Jugend und später Katholische SchülerInnenjugend (KSJ) – zu gliedern.
Kennzeichnend für diese erste Epoche der KJ waren die stark religiöse Schwerpunktsetzung und die Betonung der Altargemeinschaft.
Gleichzeitig fanden sich aber auch politische Themen und Zielsetzungen in den Grundsatzerklärungen und Jahresthemen. Ziel der Katholischen Jugend war es, zur Erneuerung der Gesellschaft beizutragen. Auch die internationale Arbeit wurde immer stärker forciert, vor allem von Seiten der KAJ.

## 1960–1980: Umbrüche und Zeiten der Krise
Anfang bis Mitte der 1960er Jahre kündigte sich erstmals eine Krise in der kirchlichen Jugendarbeit an, bedingt durch den sich abzeichnenden soziokulturellen Wandel der Gesellschaft und den damit einhergehenden Bewusstseinswandel der jungen Menschen. Die Kirche und ihre Verbände erschienen in der immer pluraler werdenden Gesellschaft für viele als autoritäre und hierarchische Institutionen.
Inhaltlich kam es zu einer stärkeren Ausformung der gesellschaftspolitischen Inhalte und Aktionen, wie z. B. im Bereich der Entwicklungspolitik, der Friedensarbeit, der Frage der sozialen Verteidigung und des Zivildienstes. Methodisch ging es vorrangig um selbsterfahrungsorientierte Arbeit und gruppendynamische Ansätze sowie um den Versuch eines demokratischen Führungsstils.
Mit Hilfe neuer Konzepte und Arbeitsformen versuchte man dem Anspruch, flächendeckende Jugendarbeit zu leisten, gerecht zu werden. So entstand z. B. das Konzept der offenen Jugendarbeit. Dadurch wollte man auch Jugendliche ansprechen, die aus kirchenfernen Schichten und Familien stammten.

## 1980–2000: Entstehung neuer Formen und Konzepte der Jugendarbeit
Die 1980er Jahre waren geprägt von zunehmendem Pessimismus und Desillusionierung unter vielen Jugendlichen. Gleichzeitig bekam die kirchliche Jugendarbeit immer mehr Konkurrenz durch die kommerzielle Freizeitindustrie und durch schulische Nachmittagsangebote.
Auch die kirchlichen Entwicklungen waren geprägt von dieser pessimistischen Stimmung. Reformansätze wurden zurückgenommen und traditionelle Positionen vermehrt in den Vordergrund gerückt. Dem versuchte die Katholische Jugend durch neue Modelle und Initiativen gerecht zu werden. Es entstanden projektorientierte Arbeitsformen, Ansätze einer feministischen Jugendarbeit und einer geschlechterspezifischen Burschenarbeit und das Konzept der nachgehenden bzw. mobilen Jugendarbeit.
Gleichzeitig verloren die einzelnen Gliederungen der KJ strukturell immer mehr an Gewicht und wurden in fast allen Diözesen sowie auf Bundesebene zu Gunsten einer einheitlichen Katholischen Jugend aufgelöst.
Thematisch standen in den 1990er Jahren vor allem verstärkt das Engagement für Frieden und die Abschaffung der Zivildienst-Kommission, der Einsatz für Freiwilligendienste mit der Gründung des freiwilligen Ökologischen Jahres sowie bedingt durch den Fall des Eisernen Vorhanges der Kampf gegen die Ausländerfeindlichkeit im Mittelpunkt der Arbeit der KJ.

## Katholische Jugend an der Jahrtausendwende
Die Katholische Jugend hat in den letzten zehn Jahren mit erheblichem Aufwand versucht, sich den Herausforderungen der Zeit, wie der abnehmenden kirchlichen Sozialisierung, der Skepsis gegenüber jeglicher Form von Institutionen und dem Überangebot am Freizeit- und Konsummarkt, zu stellen. Projektarbeit (z. B. das sehr erfolgreiche Sozialprojekt 72 Stunden ohne Kompromiss) wurde verstärkt, um dem Geist der heutigen Zeit mehr zu entsprechen. Durch Kampagnenarbeit (z. B. im Bereich der Lehrlingsarbeit) und politische Aktivitäten (z. B. Mitarbeit in der Zivildienst- und Bundesheerreformkommission) wurde versucht, das gesellschaftspolitische Profil der KJ zu schärfen und an einer gerechteren Gesellschaft mitzubauen. Mit neuen Ideen und Modellen, wie z. B. der Jugendkirche in Wien (bis 2017) oder der Jugendgottesdienstreihe find•fight•follow (bis 2011), will die KJ auch in Zukunft Jugendliche ansprechen und lebendige „junge Kirche“ für sie erlebbar machen.
In den 2020er Jahren setzt sich die Katholische Jugend sehr stark für eine zukunftsfähige, glaubwürdige und gerechte Kirche ein - insbesondere mehr Geschlechtergerechtigkeit. Ausgehend von einem mehrjährigen Dialogprozess ist die Katholische Jugend darum bemüht, Ungerechtigkeiten und Ungleichgewichte auszuräumen, insbesondere durch eine geschlechtersensible Jugendpastoral.